# Stefan Bissegger
Stefan Bissegger (født 13. marts 1998 i Weinfelden) er en cykelrytter fra Schweiz, der er på kontrakt hos Decathlon-AG2R La Mondiale.

## Karriere
I 2018 og 2019 blev han national U23-mester i enkeltstart. Ved EM i landevejscykling 2019 blev det til U23-bronzemedalje i samme disciplin, kun overgået af de to danskere Johan Price-Pejtersen og Mikkel Bjerg. Samme år vandt han U23-sølv i linjeløb ved VM i landevejscykling.